# Крістіан Карамбе
Крістіа́н Карамбе́ (фр. Christian Karembeu, * 3 грудня 1970, Ліфу, Нова Каледонія) — французький футболіст, півзахисник.
Насамперед відомий виступами за клуби «Нант», «Реал Мадрид» та «Олімпіакос», а також національну збірну Франції.
Чемпіон Франції. Володар Суперкубка Іспанії з футболу. Дворазовий чемпіон Греції. Дворазовий переможець Ліги чемпіонів УЄФА. Володар Міжконтинентального кубка. У складі збірної — чемпіон світу, чемпіон Європи, володар Кубка Конфедерацій.

## Клубна кар'єра
У дорослому футболі дебютував 1990 року виступами за команду клубу «Нант», в якій провів п'ять сезонів, взявши участь у 130 матчах чемпіонату. Більшість часу, проведеного у складі «Нанта», був основним гравцем команди. За цей час виборов титул чемпіона Франції.
Протягом 1995—1997 років захищав кольори команди клубу «Сампдорія».
Своєю грою за останню команду привернув увагу представників тренерського штабу клубу «Реал Мадрид», до складу якого приєднався 1997 року. Відіграв за королівський клуб наступні три сезони своєї ігрової кар'єри. За цей час додав до переліку своїх трофеїв два титули переможця Ліги чемпіонів УЄФА, ставав володарем Міжконтинентального кубка.
Протягом 2000—2001 років захищав кольори команди англійського «Мідлсбро».
2001 року уклав контракт з грецьким клубом «Олімпіакос», у складі якого провів наступні три роки своєї кар'єри гравця. Граючи у складі «Олімпіакоса» також здебільшого виходив на поле в основному складі команди. За цей час додав до переліку своїх трофеїв два титули чемпіона Греції.
Протягом 2004—2005 років захищав кольори команди швейцарського «Серветт».
Завершив професійну ігрову кар'єру у клубі «Бастія», за команду якого виступав протягом 2005—2006 років.

## Виступи за збірну
1992 року дебютував в офіційних матчах у складі національної збірної Франції. Протягом кар'єри у національній команді, яка тривала 11 років, провів у формі головної команди країни 53 матчі, забивши 1 гол.
У складі збірної був учасником чемпіонату Європи 1996 року в Англії, чемпіонату світу 1998 року у Франції, здобувши того року титул чемпіона світу, чемпіонату Європи 2000 року у Бельгії та Нідерландах, здобувши того року титул континентального чемпіона.

## Титули і досягнення

### Командні
- Чемпіон Франції (1):

«Нант»: 1994–95
- Володар Суперкубка Іспанії з футболу (1):

«Реал Мадрид»: 1997
- Чемпіон Греції (2):

«Олімпіакос»: 2001–02, 2002–03
- Переможець Ліги чемпіонів УЄФА (2):

«Реал Мадрид»: 1997–98, 1999–00
- Володар Міжконтинентального кубка (1):

«Реал Мадрид»: 1998
- Чемпіон світу (1): 1998
- Чемпіон Європи (1): 2000
- Володар Кубка конфедерацій (1): 2001